# Хоссу, Катинка
Ка́тинка Хо́ссу (венг. Hosszú Katinka; род. 3 мая 1989, Печ) — венгерская пловчиха, трёхкратная олимпийская чемпионка 2016 года, 26-кратная чемпионка мира (9 раз побеждала в 50-метровом бассейне и 17 раз в 25-метровом), 35-кратная чемпионка Европы (15-кратная в 50-метровом бассейне и 20-кратная в 25-метровом), многократная чемпионка Венгрии. Специализируется в плавании вольным стилем, баттерфляем и комплексным плаванием на дистанциях 50, 100, 200 и 400 метров. Многократная рекордсменка мира.
Семь раз признавалась лучшей спортсменкой года в Венгрии (2009, 2013—2017, 2019). Четыре раза становилась лучшей пловчихой года в мире (2014—2016, 2018), пять раз в Европе (2013—2016, 2019). Пять раз подряд выигрывала общий зачёт Кубка мира по плаванию (2012—2016).
Представляла Венгрию на пяти Олимпийских играх (2004, 2008, 2012, 2016, 2020).

## Карьера

### 2004
Хоссу дебютировала на международной арене в возрасте 15 лет. Она представила Венгрию на летних Олимпийских играх 2004 года, где приняла участие в индивидуальном заплыве на 200 метров вольным стилем, заняв 31-е место (2:04,22). Свою первую медаль она завоевала на чемпионате Европы на короткой воде, а именно бронзовую медаль в заплыве на 400 метров (4:35,41).

### 2005—2010
На чемпионате Европы среди юниоров, проходившем в Будапеште, Катинка завоевала три золотые медали на дистанциях 200 метров вольным стилем, 400 метров комплексным плаванием и эстафете 4×100 метров вольным стилем. Две серебряные медали на дистанции 400 метров вольным стилем и в эстафете 4×200 метров, а также бронзовую медаль на дистанции 800 метров вольным стилем.
На чемпионате Европы 2008 года Катинка выиграла свою первую медаль на длинной воде, а именно серебро в заплыве на 400 метров комплексным плаванием (4:37,43).
На чемпионате мира 2009 года она завоевала две бронзовые медали в комплексном плавании на 200 метров и на дистанции 200 метров баттерфляем, а позднее стала чемпионкой мира в комплексном плавании на 400 метров. В том же году была признана  спортсменкой года Венгрии.
На чемпионате Европы 2010 года она завоевала серебряную медаль на дистанции 400 метров комплексным плаванием, а также стала чемпионкой Европы на дистанциях 200 метров баттерфляем, 200 метров комплексным плаванием и в составе эстафетной команды на дистанции 4×200 метров вольным стилем.

### 2011—2012
В 2011 году Хоссу была названа пловчихой года по версии Pac-10 и CSCAA, а также получила награду Honda Sports Award.
На летних Олимпийских играх 2012 года заняла четвёртое место в заплыве на 400 метров комплексным плаванием. Она также заняла восьмое место аналогичном заплыве, но уже на 200 метров.
Несмотря на то, что после неудачного выступления на Олимпиаде Тамаш Гьярфаш, президент Венгерской ассоциации плавания, посоветовал ей завершить карьеру, Катинка решила продолжить выступления. С тех пор её тренером является муж Шейн Тусуп — бывший американский профессиональный пловец.

### 2013—2014
В 2013 году Хоссу решила реабилитироваться после неудовлетворительного выступления на Олимпийских играх. Она приняла участие в большом количестве соревнований, где плавала, совмещая по несколько заплывов на каждом из них, тем самым заработав себе прозвище «Железная леди». Она завоевала три медали (две золотые, одну бронзовую) на чемпионате мира, а также одну золотую и две серебряные на чемпионате Европы. В общей сложности Катинка стала обладателем 24 золотых медалей и побила шести мировых рекордов во время серии этапов Кубка мира.
На чемпионате мира 2013 года Хоссу снялась с заплыва на дистанции 100 метров на спине после того, как квалифицировалась второй в предварительном раунде, сосредоточив свои усилия на финале заплыва на 200 метров комплексным плаванием, который Катинка впоследствии выиграла со временем 2:07,92. Впоследствии она завоевала бронзу на дистанции 200 метров баттерфляем, уступив Лю Цзыгэ и Мирее Бельмонте Гарсии. В заплыве на дистанции 400 метров комплексным плаванием ей покорилась высшая ступень пьедестала.
На протяжении серии этапов Кубков мира она установила мировые рекорды в комплексных заплывах на 100 метров, 200 метров и 400 метров, дважды побив рекорд на 200 метров и трижды рекорд на 100 метров.
В 2014 году Хоссу побила мировые рекорды на короткой дистанции в заплывах на 100 и 200 метров на спине, а также в комплексном плавании на 100, 200 и 400 метров.

### 2015

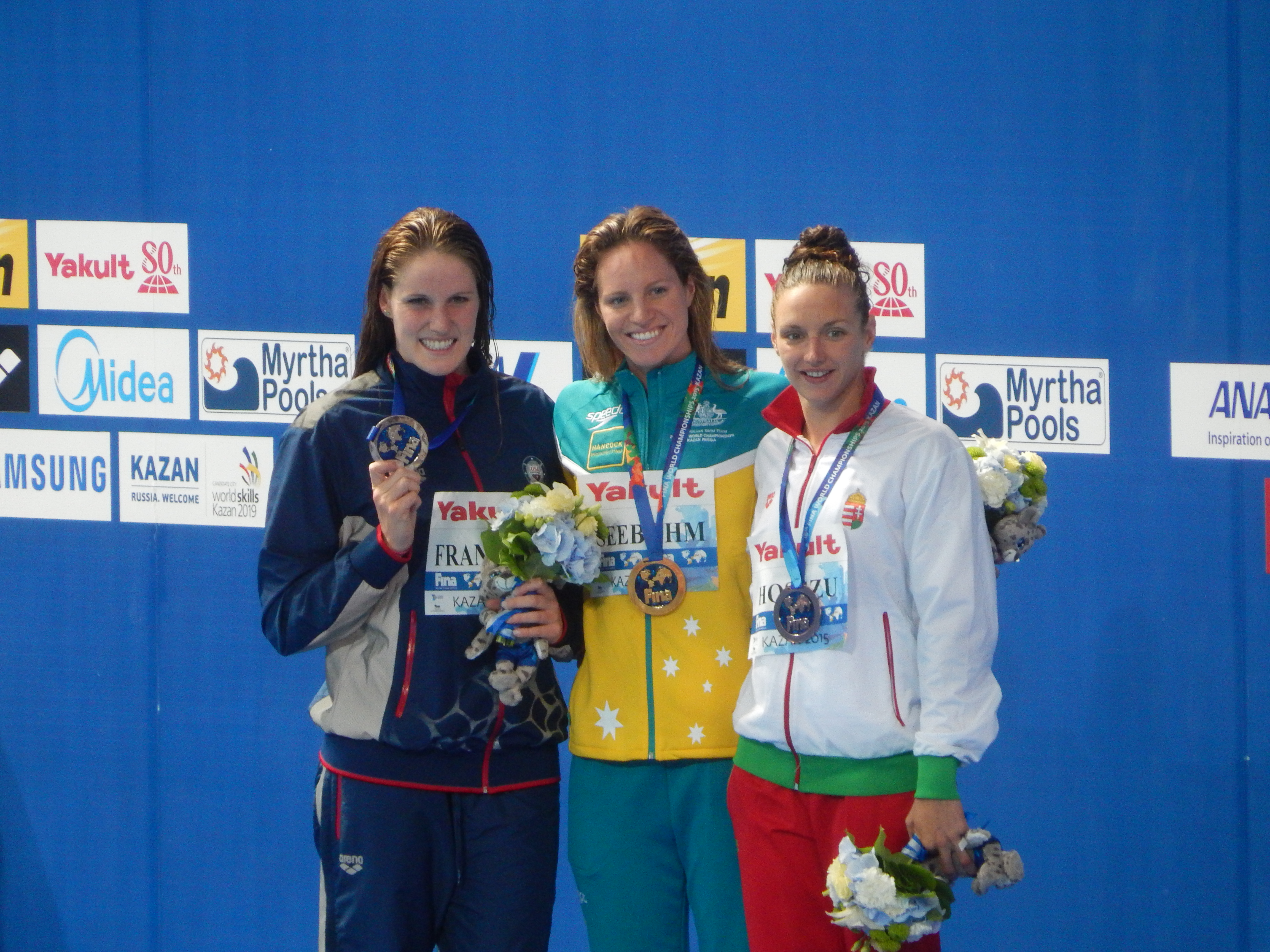
Хоссу (справа), Эмили Сибом и Мисси Франклин на церемонии награждения (ЧМ—2015)

На чемпионате мира 2015 года в Казани Хоссу выступила в комплексном плавании на 200 и 400 метров, на дистанциях 100 и 200 метров на спине, 200 метров вольным стилем и 200 метров баттерфляем. Показав лучшее время в предварительном заплыве на дистанции 100 метров на спине, она решила не выходить на старт в полуфинале и сосредоточить усилия на финале комплексного плавания на 200 метров, где ей удалось превзойти предыдущий мировой рекорд, установленный Арианой Кукорс в 2009 году, со временем 2:06,12. Она также завоевала бронзу на дистанции 200 метров на спине, стала пятой в заплыве на 200 метров вольным стилем и завершила выступления победой в комплексном плавании на 400 метров.
Хоссу завоевала шесть золотых медалей на чемпионате Европы на короткой воде, победив во всех трёх заплывах на спине и трех заплывах комплексным плаванием. Кроме того, Катинка побила мировые рекорды в комплексном плавании на 100 и 400 метров.

### 2016

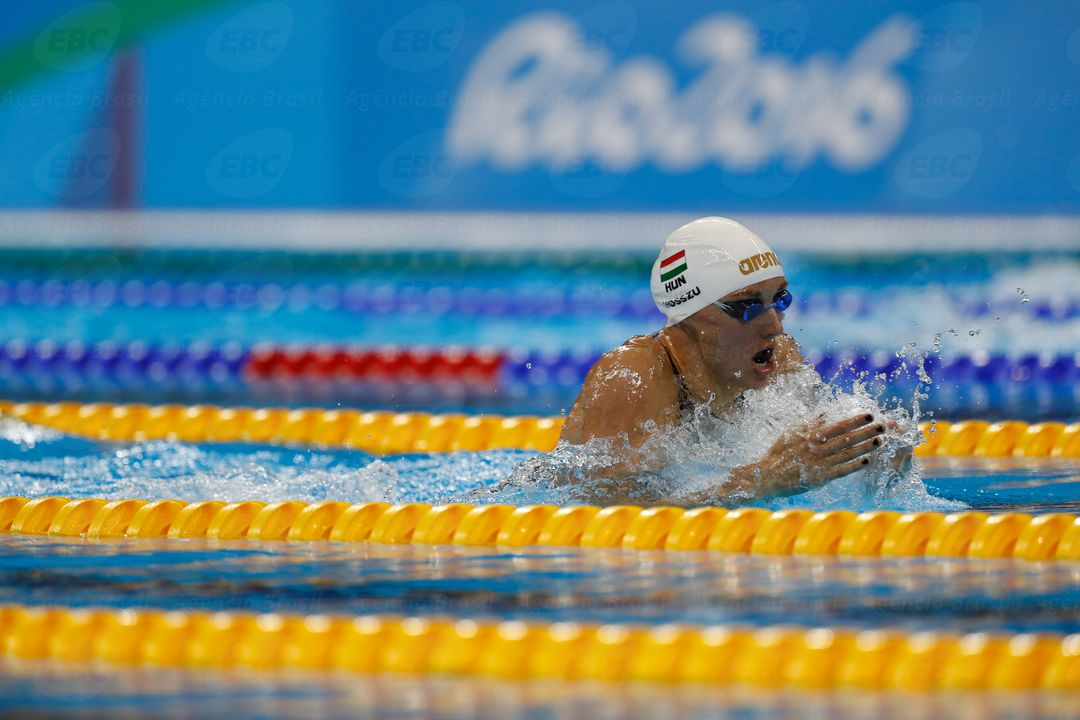
Хоссу на Олимпийских играх (2016)

На летних Олимпийских играх 2016 года Хоссу завоевала золотую медаль и обновила мировой рекорд в комплексном плавании на 400 метров, стала чемпионкой и побила олимпийский рекорд в аналогичной дисциплине на 200 метров, а также стала победительницей в заплыве на 100 метров на спине. Кроме того, Катинка завоевала серебро на дистанции 200 метров на спине, уступив американке Майе Дирадо.
На чемпионате мира на короткой воде Хоссу завоевала рекордные девять индивидуальных медалей (7 золотых и 2 серебряных) и вышла в 11 индивидуальных финалов. Она одержала победу в комплексном плавании на 100, 200 и 400 метров, в заплывах на 100 и 200 метров баттерфляем, а также на дистанциях 100 и 200 метров на спине. Помимо этого, она завоевала серебро в заплыве на 200 метров вольным стилем и на дистанции 50 метров на спине.

### 2017—2018
В апреле Хоссу приняла участие в Swim Open Stockholm, где одержала победу в заплыве на дистанции 1500 метров вольным стилем. Кроме того, она заняла второе место на дистанции 200 метров вольным стилем со временем 1:57.01, уступив Мишель Колеман. Катинка финишировала второй на дистанции 50 метров на спине.
На чемпионате мира 2017 года Хоссу завоевала золотую медаль в комплексном плавании на 200 метров. Она одержала победу в комплексном плавании на 400 метров со временем 4:29,33, побив рекорд чемпионатов мира.
На чемпионате Европы 2018 года Катинка завоевала золотую медаль в комплексном плавании на 200 метров, став первой пловчихой, одержавшей победу на пяти чемпионатах подряд в одном и том же виде программы (2010—2018). Тем самым она примкнула к достижению своего соотечественника Ласло Чеха, который добивался такого результата дважды: на дистанции 400 (2004-2012) и 200 метров комплексным плаванием (2006-2014).

### 2019
На чемпионате мира 2019 года в корейском Кванджу Хоссу стала первой пловчихой, выигравшей четыре титула чемпионки мира подряд (2013—2019) в одном виде программы (200 метров комплексным плаванием). Шесть дней спустя она завоевала золотую медаль в комплексном плавании на 400 метров, обновив уже установленное достижение (пять титулов чемпионки мира подряд в одном виде программы). Катинка стала второй спортсменкой, достигшей такого результата, после Майкла Фелпса, который стал рекордсменом на дистанции 200 метров баттерфляем.
1 ноября Хоссу завоевала свою 300-ю золотую медаль в карьере в рамках Кубка мира по плаванию.
В том же году Хоссу возглавила Team Iron, став одним из основателей Международной лиги плавания. Она была одним из капитанов команды вместе с Питером Джоном Стивенсом. Во время сезона 2019 года Хоссу выиграла заплывы на 200 и 400 метров комплексным плаванием, а также на 200 метров баттерфляем на всех трёх этапах, в которых команда принимала участие. Она также получила титул MVP на Дунай-Арене.

### 2020—2021
В мае на чемпионате Европы по водным видам спорта, который состоялся в Будапеште, в Венгрии, Катинка на дистанции 400 метров комплексным плаванием завоевала золотую медаль, проплыв в финале за 4:34,76 и став 35-кратной чемпионкой Европы. На 200 метрах баттерфляем она завоевала серебряную медаль с результатом финального заплыва 2:08,14. На дистанции 200 метров комплексным плаванием завоевала бронзовую медаль, проплыв в финальном заплыве за 2:10,12.
Хоссу неудачно выступила на летних Олимпийских играх, не сумев пробиться в финал на дистанции 200 метров на спине и финишировав пятой на дистанции 400 метров и седьмой на дистанции 200 метров комплексным плаванием.

## Результаты Хоссу на Олимпийских играх
Зелёным выделены участия в финальных заплывах
| Дистанция                        | 2004 | 2008 | 2012 | 2016 | 2020 |
| -------------------------------- | ---- | ---- | ---- | ---- | ---- |
| 200 метров вольным стилем        | 31   | —    | —    | —    | —    |
| 100 метров на спине              | —    | —    | —    | 1    | —    |
| 200 метров на спине              | —    | —    | —    | 2    | 20   |
| 200 метров баттерфляем           | —    | —    | 9    | —    | —    |
| 200 метров комплексным плаванием | —    | 17   | 8    | 1    | 7    |
| 400 метров комплексным плаванием | —    | 12   | 4    | 1    | 5    |
| Эстафета 4×200 м вольным стилем  | —    | —    | 9    | 6    | —    |

## Личные рекорды

### Длинная вода
| Вид                         | Время    | Место          | Дата            | Прим.       |
| --------------------------- | -------- | -------------- | --------------- | ----------- |
| 50 м                        | 24,89    | Сан-Паулу      | 21 апреля 2014  | NR          |
| 100 м                       | 53,64    | Сингапур       | 5 сентября 2014 | NR          |
| 200 м                       | 1:55,41  | Дубай          | 6 ноября 2015   | NR          |
| 400 м                       | 4:04,96  | Берген         | 28 мая 2016     |             |
| 800 м                       | 8:29,42  | Люксембург     | 7 февраля 2014  |             |
| 1500 м                      | 16:16,92 | Марсель        | 3 марта 2017    |             |
| 50 м на спине               | 27,99    | Дубай          | 6 ноября 2015   | NR          |
| 100 м на спине              | 58,45    | Рио-де-Жанейро | 8 августа 2016  | NR          |
| 200 м на спине              | 2:05,85  | Будапешт       | 29 июля 2017    | NR          |
| 50 м брассом                | 31,70    | Берген         | 29 мая 2016     |             |
| 100 м брассом               | 1:09,06  | Берген         | 27 мая 2016     |             |
| 200 м брассом               | 2:29,00  | Ницца          | 31 января 2015  |             |
| 50 м баттерфляем            | 26,62    | Люксембург     | 30 января 2016  |             |
| 100 м баттерфляем           | 57,80    | Барселона      | 15 июня 2019    |             |
| 200 м баттерфляем           | 2:04,27  | Рим            | 29 июля 2009    | ER          |
| 200 м комплексным плаванием | 2:06,12  | Казань         | 3 августа 2015  | WR/ER/NR    |
| 400 м комплексным плаванием | 4:26,36  | Рио-де-Жанейро | 6 августа 2016  | EX-WR/ER/NR |

### Короткая вода
| Вид                         | Время    | Место      | Дата            | Прим.    |
| --------------------------- | -------- | ---------- | --------------- | -------- |
| 50 м                        | 24,43    | Сен-Поль   | 29 декабря 2014 | NR       |
| 100 м                       | 52,12    | Шартр      | 27 августа 2016 | NR       |
| 200 м                       | 1:51,18  | Доха       | 7 декабря 2014  | NR       |
| 400 м                       | 3:58,84  | Нетания    | 6 декабря 2015  |          |
| 800 м                       | 8:08,41  | Пекин      | 24 октября 2014 | NR       |
| 1500 м                      | 16:04,85 | Грац       | 18 ноября 2016  | NR       |
| 50 м на спине               | 25,95    | Копенгаген | 16 декабря 2017 | NR       |
| 100 м на спине              | 55,03    | Доха       | 4 декабря 2014  | WR/ER/NR |
| 200 м на спине              | 1:59,23  | Доха       | 5 декабря 2014  | WR/ER/NR |
| 50 м брассом                | 30,66    | Сен-Поль   | 29 декабря 2014 |          |
| 100 м брассом               | 1:05,60  | Сен-Поль   | 30 декабря 2014 | NR       |
| 200 м брассом               | 2:20,63  | Капошвар   | 13 декабря 2019 |          |
| 50 м баттерфляем            | 25,64    | Сен-Поль   | 30 декабря 2014 | NR       |
| 100 м баттерфляем           | 55,12    | Виндзор    | 11 декабря 2016 | NR       |
| 200 м баттерфляем           | 2:01,12  | Доха       | 3 декабря 2014  | NR       |
| 100 м комплексным плаванием | 56,51    | Берлин     | 7 августа 2017  | WR/ER/NR |
| 200 м комплексным плаванием | 2:01,86  | Доха       | 6 декабря 2014  | WR/ER/NR |
| 400 м комплексным плаванием | 4:19,46  | Нетания    | 2 декабря 2015  | WR/ER/NR |

Источник: 